# Wereldkampioenschap waterpolo mannen 2023
Het wereldkampioenschap waterpolo voor mannen 2023 vond plaats van 17 juli tot 29 juli 2023 in Fukuoka, Japan. Aan deze twintigste editie van het toernooi deden zestien landenteams mee. Het toernooi werd gewonnen door Hongarije dat Griekenland in de finale versloeg na een shoot-out. In de troostfinale was Spanje te sterk voor Servië. De wedstrijden werden gespeeld in de Marine Messe Fukuoka. De twee finalisten van het toernooi kwalificeerden zich voor de Olympische Zomerspelen 2024 in Parijs.

## Kwalificatie
| Toernooi                                   | Data                            | Plaats       | Quota | Gekwalificeerd                    |
| ------------------------------------------ | ------------------------------- | ------------ | ----- | --------------------------------- |
| Gastland                                   |                                 |              | 1     | Japan                             |
| FINA World League 2022                     | 8 januari – 27 juli 2022        | Straatsburg  | 2     | Italië Verenigde Staten           |
| Wereldkampioenschappen waterpolo 2022      | 21 juni – 3 juli 2022           | Boedapest    | 4     | Spanje Griekenland Kroatië Servië |
| Europees kampioenschap 2022                | 29 augustus – 10 september 2022 | Split        | 3     | Hongarije Frankrijk Montenegro    |
| Aziatisch kampioenschap 2022               | 7–14 november 2022              | Samut Prakan | 2     | China Kazachstan                  |
| Panamerikaans kampioenschap waterpolo 2023 | april 2023                      | Bauru        | 2     | Canada Brazilië Argentinië        |
| Selectie Africa (wildcard)                 |                                 |              | 1     | Zuid-Afrika                       |
| Selectie Oceanië (wildcard)                |                                 |              | 1     | Australië                         |
| Totaal                                     |                                 |              | 16    |                                   |

1. ↑  Brazilië, een van de gekwalificeerde landen, trok zich terug om financiële redenen en werd vervangen door Argentinië.[2][3]

## Loting
De loting voor de groepsfase vond plaats op 18 april 2023.
De landen werden in vier groepen (pot 1 t/m pot 4) van vier landen verdeeld op basis van hun FINA-ranking, waarna de loting plaatsvond.
| Pot 1                             | Pot 2                                    | Pot 3                                     | Pot 4                              |
| --------------------------------- | ---------------------------------------- | ----------------------------------------- | ---------------------------------- |
| Spanje Griekenland Kroatië Italië | Servië Verenigde Staten Canada Hongarije | Argentinië Montenegro Frankrijk Australië | Zuid-Afrika Japan China Kazachstan |

De loting resulteerde in de volgende groepsindeling:
| Groep A          | Groep B   | Groep C    | Groep D     |
| ---------------- | --------- | ---------- | ----------- |
| Verenigde Staten | China     | Kroatië    | Zuid-Afrika |
| Australië        | Frankrijk | Hongarije  | Servië      |
| Kazachstan       | Canada    | Argentinië | Montenegro  |
| Griekenland      | Italië    | Japan      | Spanje      |

## Groepsfase
Alle tijden zijn lokaal (UTC+9).

### Groep A
| Pos | Team             | Wed | W | G | V | Ptn | DV | DT | +/− | Kwalificatie |
| --- | ---------------- | --- | - | - | - | --- | -- | -- | --- | ------------ |
| 1   | Griekenland      | 3   | 3 | 0 | 0 | 9   | 46 | 25 | +21 | Kwartfinales |
| 2   | Verenigde Staten | 3   | 2 | 0 | 1 | 6   | 48 | 28 | +20 | Playoffs     |
| 3   | Australië        | 3   | 1 | 0 | 2 | 3   | 39 | 35 | +4  | Playoffs     |
| 4   | Kazachstan       | 3   | 0 | 0 | 3 | 0   | 13 | 58 | −45 |              |

| 17 juli 2023 9:00 | verslag | Kazachstan                             | 5–18  | Verenigde Staten | Marine Messe Fukuoka, Fukuoka Scheidsrechters: Chisato Kurosaki (JPN), David Gómez (ESP) |
| 17 juli 2023 9:00 | verslag | Scores in periodes: 1–5, 4–4, 0–4, 0–5 |       |                  | Marine Messe Fukuoka, Fukuoka Scheidsrechters: Chisato Kurosaki (JPN), David Gómez (ESP) |
| 17 juli 2023 9:00 | verslag | Markovich 3                            | Goals | Abramson 5       | Marine Messe Fukuoka, Fukuoka Scheidsrechters: Chisato Kurosaki (JPN), David Gómez (ESP) |

| 17 juli 2023 10:30 | verslag | Australië                              | 9–13  | Griekenland    | Marine Messe Fukuoka, Fukuoka Scheidsrechters: Adrian-Tiberiu Alexandrescu (ROU), Veselin Mišković (MNE) |
| 17 juli 2023 10:30 | verslag | Scores in periodes: 2–2, 1–3, 3–3, 3–5 |       |                | Marine Messe Fukuoka, Fukuoka Scheidsrechters: Adrian-Tiberiu Alexandrescu (ROU), Veselin Mišković (MNE) |
| 17 juli 2023 10:30 | verslag | Power 4                                | Goals | Argyropoulos 3 | Marine Messe Fukuoka, Fukuoka Scheidsrechters: Adrian-Tiberiu Alexandrescu (ROU), Veselin Mišković (MNE) |

| 19 juli 2023 17:30 | verslag | Griekenland                            | 18–2  | Kazachstan        | Marine Messe Fukuoka, Fukuoka Scheidsrechters: Raffaele Colombo (ITA), Germán Moller (ARG) |
| 19 juli 2023 17:30 | verslag | Scores in periodes: 6–1, 5–0, 4–1, 3–0 |       |                   | Marine Messe Fukuoka, Fukuoka Scheidsrechters: Raffaele Colombo (ITA), Germán Moller (ARG) |
| 19 juli 2023 17:30 | verslag | drie spelers 3                         | Goals | Akhmetov, Ruday 1 | Marine Messe Fukuoka, Fukuoka Scheidsrechters: Raffaele Colombo (ITA), Germán Moller (ARG) |

| 19 juli 2023 20:30 | verslag | Verenigde Staten                       | 16–8  | Australië          | Marine Messe Fukuoka, Fukuoka Scheidsrechters: Boris Margeta (SLO), Vojin Putniković (SRB) |
| 19 juli 2023 20:30 | verslag | Scores in periodes: 3–4, 3–2, 4–1, 6–1 |       |                    | Marine Messe Fukuoka, Fukuoka Scheidsrechters: Boris Margeta (SLO), Vojin Putniković (SRB) |
| 19 juli 2023 20:30 | verslag | Daube 5                                | Goals | Pavillard, Power 3 | Marine Messe Fukuoka, Fukuoka Scheidsrechters: Boris Margeta (SLO), Vojin Putniković (SRB) |

| 21 juli 2023 13:30 | verslag | Verenigde Staten                       | 14–15 | Griekenland                  | Marine Messe Fukuoka, Fukuoka Scheidsrechters: Boris Margeta (SLO), Frank Ohme (GER) |
| 21 juli 2023 13:30 | verslag | Scores in periodes: 3–3, 6–1, 2–4, 3–7 |       |                              | Marine Messe Fukuoka, Fukuoka Scheidsrechters: Boris Margeta (SLO), Frank Ohme (GER) |
| 21 juli 2023 13:30 | verslag | Irving 6                               | Goals | Genidounias, Papanastasiou 4 | Marine Messe Fukuoka, Fukuoka Scheidsrechters: Boris Margeta (SLO), Frank Ohme (GER) |

| 21 juli 2023 16:00 | verslag | Australië                              | 22–6  | Kazachstan | Marine Messe Fukuoka, Fukuoka Scheidsrechters: Tamás Kovács-Csatlós (HUN), David Gómez (ESP) |
| 21 juli 2023 16:00 | verslag | Scores in periodes: 7–2, 3–0, 4–2, 8–2 |       |            | Marine Messe Fukuoka, Fukuoka Scheidsrechters: Tamás Kovács-Csatlós (HUN), David Gómez (ESP) |
| 21 juli 2023 16:00 | verslag | Negus, Poot 4                          | Goals | Artyukh 2  | Marine Messe Fukuoka, Fukuoka Scheidsrechters: Tamás Kovács-Csatlós (HUN), David Gómez (ESP) |

### Groep B
| Pos | Team      | Wed | W | G | V | Ptn | DV | DT | +/− | Kwalificatie |
| --- | --------- | --- | - | - | - | --- | -- | -- | --- | ------------ |
| 1   | Italië    | 3   | 3 | 0 | 0 | 9   | 55 | 17 | +38 | Kwartfinales |
| 2   | Frankrijk | 3   | 2 | 0 | 1 | 6   | 38 | 32 | +6  | Playoffs     |
| 3   | Canada    | 3   | 1 | 0 | 2 | 3   | 30 | 49 | −19 | Playoffs     |
| 4   | China     | 3   | 0 | 0 | 3 | 0   | 23 | 48 | −25 |              |

| 17 juli 2023 12:00 | verslag | Canada                                 | 13–10 | China  | Marine Messe Fukuoka, Fukuoka Scheidsrechters: Tamás Kovács-Csatlós (HUN), Nenad Peris (CRO) |
| 17 juli 2023 12:00 | verslag | Scores in periodes: 4–0, 3–6, 4–4, 2–0 |       |        | Marine Messe Fukuoka, Fukuoka Scheidsrechters: Tamás Kovács-Csatlós (HUN), Nenad Peris (CRO) |
| 17 juli 2023 12:00 | verslag | Constantin-Bicari, Gardijan 3          | Goals | Peng 4 | Marine Messe Fukuoka, Fukuoka Scheidsrechters: Tamás Kovács-Csatlós (HUN), Nenad Peris (CRO) |

| 17 juli 2023 13:30 | verslag | Frankrijk                              | 6–13  | Italië     | Marine Messe Fukuoka, Fukuoka Scheidsrechters: Vojin Putniković (SRB), Michiel Zwartt (NED) |
| 17 juli 2023 13:30 | verslag | Scores in periodes: 3–2, 2–3, 0–3, 1–5 |       |            | Marine Messe Fukuoka, Fukuoka Scheidsrechters: Vojin Putniković (SRB), Michiel Zwartt (NED) |
| 17 juli 2023 13:30 | verslag | Crousillat, Khasz 2                    | Goals | Fondelli 4 | Marine Messe Fukuoka, Fukuoka Scheidsrechters: Vojin Putniković (SRB), Michiel Zwartt (NED) |

| 19 juli 2023 9:00 | verslag | Italië                                 | 24–6  | Canada              | Marine Messe Fukuoka, Fukuoka Scheidsrechters: Tamás Kovács-Csatlós (HUN), David Gómez (ESP) |
| 19 juli 2023 9:00 | verslag | Scores in periodes: 6–0, 4–2, 8–4, 6–0 |       |                     | Marine Messe Fukuoka, Fukuoka Scheidsrechters: Tamás Kovács-Csatlós (HUN), David Gómez (ESP) |
| 19 juli 2023 9:00 | verslag | drie spelers 4                         | Goals | Constantin-Bicari 3 | Marine Messe Fukuoka, Fukuoka Scheidsrechters: Tamás Kovács-Csatlós (HUN), David Gómez (ESP) |

| 19 juli 2023 10:30 | verslag | China                                  | 8–17  | Frankrijk  | Marine Messe Fukuoka, Fukuoka Scheidsrechters: Michiel Zwartt (NED), Veselin Mišković (MNE) |
| 19 juli 2023 10:30 | verslag | Scores in periodes: 1–4, 4–6, 0–4, 3–3 |       |            | Marine Messe Fukuoka, Fukuoka Scheidsrechters: Michiel Zwartt (NED), Veselin Mišković (MNE) |
| 19 juli 2023 10:30 | verslag | Chen R., Xie 2                         | Goals | Marzouki 4 | Marine Messe Fukuoka, Fukuoka Scheidsrechters: Michiel Zwartt (NED), Veselin Mišković (MNE) |

| 21 juli 2023 17:30 | verslag | China                                  | 5–18  | Italië               | Marine Messe Fukuoka, Fukuoka Scheidsrechters: Veselin Mišković (MNE), Germán Moller (ARG) |
| 21 juli 2023 17:30 | verslag | Scores in periodes: 2–2, 1–7, 2–6, 0–3 |       |                      | Marine Messe Fukuoka, Fukuoka Scheidsrechters: Veselin Mišković (MNE), Germán Moller (ARG) |
| 21 juli 2023 17:30 | verslag | Chen Z. 2                              | Goals | di Fulvio, Condemi 4 | Marine Messe Fukuoka, Fukuoka Scheidsrechters: Veselin Mišković (MNE), Germán Moller (ARG) |

| 21 juli 2023 20:30 | verslag | Frankrijk                              | 15–11 | Canada         | Marine Messe Fukuoka, Fukuoka Scheidsrechters: Nenad Peris (CRO), Vojin Putniković (SRB) |
| 21 juli 2023 20:30 | verslag | Scores in periodes: 5–4, 5–3, 3–2, 2–2 |       |                | Marine Messe Fukuoka, Fukuoka Scheidsrechters: Nenad Peris (CRO), Vojin Putniković (SRB) |
| 21 juli 2023 20:30 | verslag | drie spelers 3                         | Goals | drie spelers 3 | Marine Messe Fukuoka, Fukuoka Scheidsrechters: Nenad Peris (CRO), Vojin Putniković (SRB) |

### Groep C
| Pos | Team       | Wed | W | G | V | Ptn | DV | DT | +/− | Kwalificatie |
| --- | ---------- | --- | - | - | - | --- | -- | -- | --- | ------------ |
| 1   | Hongarije  | 3   | 3 | 0 | 0 | 9   | 49 | 31 | +18 | Kwartfinales |
| 2   | Kroatië    | 3   | 2 | 0 | 1 | 6   | 51 | 29 | +22 | Playoffs     |
| 3   | Japan (G)  | 3   | 1 | 0 | 2 | 3   | 40 | 42 | −2  | Playoffs     |
| 4   | Argentinië | 3   | 0 | 0 | 3 | 0   | 27 | 65 | −38 |              |

| 17 juli 2023 16:00 | verslag | Argentinië                             | 5–24  | Kroatië   | Marine Messe Fukuoka, Fukuoka Scheidsrechters: David Couper (NZL), Jennifer McCall (USA) |
| 17 juli 2023 16:00 | verslag | Scores in periodes: 2–8, 1–4, 0–7, 2–5 |       |           | Marine Messe Fukuoka, Fukuoka Scheidsrechters: David Couper (NZL), Jennifer McCall (USA) |
| 17 juli 2023 16:00 | verslag | vijf spelers 1                         | Goals | Marinić 5 | Marine Messe Fukuoka, Fukuoka Scheidsrechters: David Couper (NZL), Jennifer McCall (USA) |

| 17 juli 2023 19:00 | verslag | Hongarije                              | 16–8  | Japan            | Marine Messe Fukuoka, Fukuoka Scheidsrechters: Zhang Liang (CHN), Nicola Johnson (AUS) |
| 17 juli 2023 19:00 | verslag | Scores in periodes: 4–4, 3–2, 3–1, 6–1 |       |                  | Marine Messe Fukuoka, Fukuoka Scheidsrechters: Zhang Liang (CHN), Nicola Johnson (AUS) |
| 17 juli 2023 19:00 | verslag | Jansik, Zalánki 4                      | Goals | Suzuki, Takata 2 | Marine Messe Fukuoka, Fukuoka Scheidsrechters: Zhang Liang (CHN), Nicola Johnson (AUS) |

| 19 juli 2023 12:00 | verslag | Kroatië                                | 10–12 | Hongarije | Marine Messe Fukuoka, Fukuoka Scheidsrechters: Adrian-Tiberiu Alexandrescu (ROU), Frank Ohme (GER) |
| 19 juli 2023 12:00 | verslag | Scores in periodes: 1–3, 2–2, 3–3, 4–4 |       |           | Marine Messe Fukuoka, Fukuoka Scheidsrechters: Adrian-Tiberiu Alexandrescu (ROU), Frank Ohme (GER) |
| 19 juli 2023 12:00 | verslag | drie spelers 2                         | Goals | Zalánki 3 | Marine Messe Fukuoka, Fukuoka Scheidsrechters: Adrian-Tiberiu Alexandrescu (ROU), Frank Ohme (GER) |

| 19 juli 2023 19:00 | verslag | Japan                                  | 20–9  | Argentinië | Marine Messe Fukuoka, Fukuoka Scheidsrechters: Zhang Liang (CHN), Darren Spiritsanto (USA) |
| 19 juli 2023 19:00 | verslag | Scores in periodes: 6–1, 4–2, 4–2, 6–4 |       |            | Marine Messe Fukuoka, Fukuoka Scheidsrechters: Zhang Liang (CHN), Darren Spiritsanto (USA) |
| 19 juli 2023 19:00 | verslag | Watanabe 5                             | Goals | Martino 3  | Marine Messe Fukuoka, Fukuoka Scheidsrechters: Zhang Liang (CHN), Darren Spiritsanto (USA) |

| 21 juli 2023 9:00 | verslag | Hongarije                              | 21–13 | Argentinië        | Marine Messe Fukuoka, Fukuoka Scheidsrechters: Zhang Liang (CHN), Alessia Ferrari (ITA) |
| 21 juli 2023 9:00 | verslag | Scores in periodes: 7–1, 5–4, 4–4, 5–4 |       |                   | Marine Messe Fukuoka, Fukuoka Scheidsrechters: Zhang Liang (CHN), Alessia Ferrari (ITA) |
| 21 juli 2023 9:00 | verslag | Vigvári 4                              | Goals | Camnasio, Corsi 3 | Marine Messe Fukuoka, Fukuoka Scheidsrechters: Zhang Liang (CHN), Alessia Ferrari (ITA) |

| 21 juli 2023 19:00 | verslag | Kroatië                                | 17–12 | Japan    | Marine Messe Fukuoka, Fukuoka Scheidsrechters: Georgios Stavridis (GRE), Michiel Zwartt (NED) |
| 21 juli 2023 19:00 | verslag | Scores in periodes: 4–3, 3–3, 8–3, 2–3 |       |          | Marine Messe Fukuoka, Fukuoka Scheidsrechters: Georgios Stavridis (GRE), Michiel Zwartt (NED) |
| 21 juli 2023 19:00 | verslag | Kharkov 4                              | Goals | Adachi 4 | Marine Messe Fukuoka, Fukuoka Scheidsrechters: Georgios Stavridis (GRE), Michiel Zwartt (NED) |

### Groep D
| Pos | Team        | Wed | W | G | V | Ptn | DV | DT | +/− | Kwalificatie |
| --- | ----------- | --- | - | - | - | --- | -- | -- | --- | ------------ |
| 1   | Spanje      | 3   | 3 | 0 | 0 | 9   | 54 | 27 | +27 | Kwartfinales |
| 2   | Servië      | 2   | 1 | 0 | 1 | 3   | 61 | 36 | +25 | Playoffs     |
| 3   | Montenegro  | 2   | 1 | 0 | 1 | 3   | 57 | 38 | +19 | Playoffs     |
| 4   | Zuid-Afrika | 3   | 0 | 0 | 3 | 0   | 21 | 92 | −71 |              |

| 17 juli 2023 19:00 | verslag | Montenegro                               | 35–10 | Zuid-Afrika    | Marine Messe Fukuoka, Fukuoka Scheidsrechters: Sebastien Dervieux (FRA), Georgios Stavridis (GRE) |
| 17 juli 2023 19:00 | verslag | Scores in periodes: 6–1, 10–0, 9–5, 10–4 |       |                | Marine Messe Fukuoka, Fukuoka Scheidsrechters: Sebastien Dervieux (FRA), Georgios Stavridis (GRE) |
| 17 juli 2023 19:00 | verslag | Radović 7                                | Goals | vier spelers 2 | Marine Messe Fukuoka, Fukuoka Scheidsrechters: Sebastien Dervieux (FRA), Georgios Stavridis (GRE) |

| 17 juli 2023 20:30 | verslag | Servië                                 | 14–16 | Spanje     | Marine Messe Fukuoka, Fukuoka Scheidsrechters: Boris Margeta (SLO), Raffaele Colombo (ITA) |
| 17 juli 2023 20:30 | verslag | Scores in periodes: 2–3, 3–5, 5–5, 4–3 |       |            | Marine Messe Fukuoka, Fukuoka Scheidsrechters: Boris Margeta (SLO), Raffaele Colombo (ITA) |
| 17 juli 2023 20:30 | verslag | Rašović 6                              | Goals | Granados 5 | Marine Messe Fukuoka, Fukuoka Scheidsrechters: Boris Margeta (SLO), Raffaele Colombo (ITA) |

| 19 juli 2023 13:30 | verslag | Spanje                                 | 11–7  | Montenegro | Marine Messe Fukuoka, Fukuoka Scheidsrechters: Georgios Stavridis (GRE), Sebastien Dervieux (FRA) |
| 19 juli 2023 13:30 | verslag | Scores in periodes: 2–2, 3–2, 4–2, 2–1 |       |            | Marine Messe Fukuoka, Fukuoka Scheidsrechters: Georgios Stavridis (GRE), Sebastien Dervieux (FRA) |
| 19 juli 2023 13:30 | verslag | Perrone 5                              | Goals | Đurđić 2   | Marine Messe Fukuoka, Fukuoka Scheidsrechters: Georgios Stavridis (GRE), Sebastien Dervieux (FRA) |

| 19 juli 2023 16:00 | verslag | Zuid-Afrika                            | 5–30  | Servië            | Marine Messe Fukuoka, Fukuoka Scheidsrechters: David Couper (NZL), Chisato Kurosaki (JPN) |
| 19 juli 2023 16:00 | verslag | Scores in periodes: 1–8, 1–9, 1–7, 2–6 |       |                   | Marine Messe Fukuoka, Fukuoka Scheidsrechters: David Couper (NZL), Chisato Kurosaki (JPN) |
| 19 juli 2023 16:00 | verslag | Laurenson 2                            | Goals | Jakšić, Rašović 6 | Marine Messe Fukuoka, Fukuoka Scheidsrechters: David Couper (NZL), Chisato Kurosaki (JPN) |

| 21 juli 2023 10:30 | verslag | Zuid-Afrika                            | 6–27  | Spanje   | Marine Messe Fukuoka, Fukuoka Scheidsrechters: Sebastien Dervieux (FRA), Natalia Markopoulou (GRE) |
| 21 juli 2023 10:30 | verslag | Scores in periodes: 2–8, 2–7, 2–8, 0–4 |       |          | Marine Messe Fukuoka, Fukuoka Scheidsrechters: Sebastien Dervieux (FRA), Natalia Markopoulou (GRE) |
| 21 juli 2023 10:30 | verslag | Badenhorst 2                           | Goals | Valera 5 | Marine Messe Fukuoka, Fukuoka Scheidsrechters: Sebastien Dervieux (FRA), Natalia Markopoulou (GRE) |

| 21 juli 2023 12:00 | verslag | Servië                                            | 17–15 | Montenegro | Marine Messe Fukuoka, Fukuoka Scheidsrechters: Adrian-Tiberiu Alexandrescu (ROU), Darren Spiritsanto (USA) |
| 21 juli 2023 12:00 | verslag | Scores in periodes: 3–6, 4–2, 2–3, 4–2 . PSO: 4–2 |       |            | Marine Messe Fukuoka, Fukuoka Scheidsrechters: Adrian-Tiberiu Alexandrescu (ROU), Darren Spiritsanto (USA) |
| 21 juli 2023 12:00 | verslag | Vučinić 5                                         | Goals | Matković 3 | Marine Messe Fukuoka, Fukuoka Scheidsrechters: Adrian-Tiberiu Alexandrescu (ROU), Darren Spiritsanto (USA) |

## Knock-outfase
Speelschema kampioenschap
|  | Playoffs         | Playoffs        |                  |        | Kwartfinale  | Kwartfinale  |   |  | Halve finale | Halve finale |  |  | Finale | Finale |
|  |                  |                 |                  |        |              |              |   |  |              |              |  |  |        |        |
|  |                  |                 |                  |        |              |              |   |  |              |              |  |  |        |        |
|  |                  |                 |                  |        |              |              |   |  |              |              |  |  |        |        |
|  |                  |                 |                  |        |              |              |   |  |              |              |  |  |        |        |
|  | 25 juli          |                 |                  |        |              |              |   |  |              |              |  |  |        |        |
|  |                  |                 |                  |        |              |              |   |  |              |              |  |  |        |        |
|  | Griekenland      | 10              |                  |        |              |              |   |  |              |              |  |  |        |        |
|  | Griekenland      | 10              | 23 juli          |        |              |              |   |  |              |              |  |  |        |        |
|  |                  |                 | Montenegro       | 9      |              |              |   |  |              |              |  |  |        |        |
|  | Kroatië          | 12              | Montenegro       | 9      |              |              |   |  |              |              |  |  |        |        |
|  | Kroatië          | 12              | 27 juli          |        |              |              |   |  |              |              |  |  |        |        |
|  | Montenegro       | 13              |                  |        |              |              |   |  |              |              |  |  |        |        |
|  | Montenegro       | 13              | Griekenland      | 13     |              |              |   |  |              |              |  |  |        |        |
|  |                  |                 | Griekenland      | 13     |              |              |   |  |              |              |  |  |        |        |
|  |                  | Servië          | 7                |        |              |              |   |  |              |              |  |  |        |        |
|  |                  | Servië          | 7                |        |              |              |   |  |              |              |  |  |        |        |
|  | 25 juli          |                 |                  |        |              |              |   |  |              |              |  |  |        |        |
|  |                  |                 |                  |        |              |              |   |  |              |              |  |  |        |        |
|  | Italië           | 11 (3)          |                  |        |              |              |   |  |              |              |  |  |        |        |
|  | Italië           | 11 (3)          | 23 juli          |        |              |              |   |  |              |              |  |  |        |        |
|  |                  |                 | Servië (PSO)     | 11 (4) |              |              |   |  |              |              |  |  |        |        |
|  | Japan            | 10              | Servië (PSO)     | 11 (4) |              |              |   |  |              |              |  |  |        |        |
|  | Japan            | 10              | 29 juli          |        |              |              |   |  |              |              |  |  |        |        |
|  | Servië           | 16              |                  |        |              |              |   |  |              |              |  |  |        |        |
|  | Servië           | 16              | Griekenland      | 10 (3) |              |              |   |  |              |              |  |  |        |        |
|  |                  |                 | Griekenland      | 10 (3) |              |              |   |  |              |              |  |  |        |        |
|  |                  | Hongarije (PSO) | 10 (4)           |        |              |              |   |  |              |              |  |  |        |        |
|  |                  | Hongarije (PSO) | 10 (4)           |        |              |              |   |  |              |              |  |  |        |        |
|  | 25 juli          |                 |                  |        |              |              |   |  |              |              |  |  |        |        |
|  |                  |                 |                  |        |              |              |   |  |              |              |  |  |        |        |
|  | Hongarije        | 13              |                  |        |              |              |   |  |              |              |  |  |        |        |
|  | Hongarije        | 13              | 23 juli          |        |              |              |   |  |              |              |  |  |        |        |
|  |                  |                 | Verenigde Staten | 12     |              |              |   |  |              |              |  |  |        |        |
|  | Verenigde Staten | 13              | Verenigde Staten | 12     |              |              |   |  |              |              |  |  |        |        |
|  | Verenigde Staten | 13              | 27 juli          |        |              |              |   |  |              |              |  |  |        |        |
|  | Canada           | 10              |                  |        |              |              |   |  |              |              |  |  |        |        |
|  | Canada           | 10              | Hongarije        | 12     |              |              |   |  |              |              |  |  |        |        |
|  |                  |                 | Hongarije        | 12     |              |              |   |  |              |              |  |  |        |        |
|  |                  | Spanje          | 11               |        | Troostfinale | Troostfinale |   |  |              |              |  |  |        |        |
|  |                  | Spanje          | 11               |        | Troostfinale | Troostfinale |   |  |              |              |  |  |        |        |
|  | 25 juli          | 25 juli         |                  |        | 29 juli      | 29 juli      |   |  |              |              |  |  |        |        |
|  | 25 juli          | 25 juli         |                  |        | 29 juli      | 29 juli      |   |  |              |              |  |  |        |        |
|  | Spanje           | 7               | Servië           | 6      |              |              |   |  |              |              |  |  |        |        |
|  | Spanje           | 7               | Servië           | 6      | 23 juli      |              |   |  |              |              |  |  |        |        |
|  |                  |                 | Frankrijk        | 6      |              | Spanje       | 9 |  |              |              |  |  |        |        |
|  | Australië        | 8               | Frankrijk        | 6      |              | Spanje       | 9 |  |              |              |  |  |        |        |
|  | Australië        | 8               |                  |        |              |              |   |  |              |              |  |  |        |        |
|  | Frankrijk        | 11              |                  |        |              |              |   |  |              |              |  |  |        |        |
|  | Frankrijk        | 11              |                  |        |              |              |   |  |              |              |  |  |        |        |

Speelschema 5e plaats
|  | Halve finales 5e–8e plaats | Halve finales 5e–8e plaats |                           |        | Wedstrijd om de 5e plaats | Wedstrijd om de 5e plaats |
|  |                            |                            |                           |        |                           |                           |
|  | 27 juli                    |                            |                           |        |                           |                           |
|  |                            |                            |                           |        |                           |                           |
|  | Montenegro                 | 5                          |                           |        |                           |                           |
|  | Montenegro                 | 5                          | 29 juli                   |        |                           |                           |
|  | Italië                     | 10                         |                           |        |                           |                           |
|  | Italië                     | 10                         | Italië                    | 16     |                           |                           |
|  | 27 juli                    |                            | Italië                    | 16     |                           |                           |
|  |                            | Frankrijk                  | 9                         |        |                           |                           |
|  | Verenigde Staten           | Frankrijk                  | 9                         | 13 (3) |                           |                           |
|  | Verenigde Staten           |                            |                           | 13 (3) |                           |                           |
|  | Frankrijk (PSO)            | 13 (5)                     |                           |        |                           |                           |
|  | Frankrijk (PSO)            | 13 (5)                     | Wedstrijd om de 7e plaats |        |                           |                           |
|  |                            |                            |                           |        |                           |                           |
|  | 29 juli                    |                            |                           |        |                           |                           |
|  |                            |                            |                           |        |                           |                           |
|  | Montenegro                 | 12 (3)                     |                           |        |                           |                           |
|  | Montenegro                 | 12 (3)                     |                           |        |                           |                           |
|  | Verenigde Staten (PSO)     | 12 (5)                     |                           |        |                           |                           |

Speelschema 9e plaats
|  | Halve finales 9e–12e plaats | Halve finales 9e–12e plaats |                            |    | Wedstrijd om de 9e plaats | Wedstrijd om de 9e plaats |
|  |                             |                             |                            |    |                           |                           |
|  | 25 juli                     |                             |                            |    |                           |                           |
|  |                             |                             |                            |    |                           |                           |
|  | Canada                      | 5                           |                            |    |                           |                           |
|  | Canada                      | 5                           | 27 juli                    |    |                           |                           |
|  | Kroatië                     | 13                          |                            |    |                           |                           |
|  | Kroatië                     | 13                          | Kroatië                    | 17 |                           |                           |
|  | 25 juli                     |                             | Kroatië                    | 17 |                           |                           |
|  |                             | Australië                   | 10                         |    |                           |                           |
|  | Australië                   | Australië                   | 10                         | 16 |                           |                           |
|  | Australië                   |                             |                            | 16 |                           |                           |
|  | Japan                       | 15                          |                            |    |                           |                           |
|  | Japan                       | 15                          | Wedstrijd om de 11e plaats |    |                           |                           |
|  |                             |                             |                            |    |                           |                           |
|  | 27 juli                     |                             |                            |    |                           |                           |
|  |                             |                             |                            |    |                           |                           |
|  | Canada                      | 11                          |                            |    |                           |                           |
|  | Canada                      | 11                          |                            |    |                           |                           |
|  | Japan                       | 23                          |                            |    |                           |                           |

Speelschema 13e plaats
|  | Halve finales 13e–16e plaats | Halve finales 13e–16e plaats |                            |    | Wedstrijd om de 13e plaats | Wedstrijd om de 13e plaats |
|  |                              |                              |                            |    |                            |                            |
|  | 23 juli                      |                              |                            |    |                            |                            |
|  |                              |                              |                            |    |                            |                            |
|  | Kazachstan                   | 12                           |                            |    |                            |                            |
|  | Kazachstan                   | 12                           | 25 juli                    |    |                            |                            |
|  | China                        | 5                            |                            |    |                            |                            |
|  | China                        | 5                            | Kazachstan                 | 7  |                            |                            |
|  | 23 juli                      |                              | Kazachstan                 | 7  |                            |                            |
|  |                              | Argentinië                   | 11                         |    |                            |                            |
|  | Argentinië                   | Argentinië                   | 11                         | 15 |                            |                            |
|  | Argentinië                   |                              |                            | 15 |                            |                            |
|  | Zuid-Afrika                  | 6                            |                            |    |                            |                            |
|  | Zuid-Afrika                  | 6                            | Wedstrijd om de 15e plaats |    |                            |                            |
|  |                              |                              |                            |    |                            |                            |
|  | 25 juli                      |                              |                            |    |                            |                            |
|  |                              |                              |                            |    |                            |                            |
|  | China                        | 16                           |                            |    |                            |                            |
|  | China                        | 16                           |                            |    |                            |                            |
|  | Zuid-Afrika                  | 8                            |                            |    |                            |                            |

### Playoffs
| 23 juli 2023 14:00 | verslag | Verenigde Staten                       | 13–10 | Canada              | Marine Messe Fukuoka, Fukuoka Scheidsrechters: Sebastien Dervieux (FRA), David Gómez (ESP) |
| 23 juli 2023 14:00 | verslag | Scores in periodes: 3–1, 3–4, 2–1, 5–4 |       |                     | Marine Messe Fukuoka, Fukuoka Scheidsrechters: Sebastien Dervieux (FRA), David Gómez (ESP) |
| 23 juli 2023 14:00 | verslag | Daube 7                                | Goals | Constantin-Bicari 4 | Marine Messe Fukuoka, Fukuoka Scheidsrechters: Sebastien Dervieux (FRA), David Gómez (ESP) |

| 23 juli 2023 15:30 | verslag | Australië                              | 8–11  | Frankrijk | Marine Messe Fukuoka, Fukuoka Scheidsrechters: Adrian-Tiberiu Alexandrescu (ROU), Darren Spiritsanto (USA) |
| 23 juli 2023 15:30 | verslag | Scores in periodes: 0–4, 5–2, 2–4, 1–1 |       |           | Marine Messe Fukuoka, Fukuoka Scheidsrechters: Adrian-Tiberiu Alexandrescu (ROU), Darren Spiritsanto (USA) |
| 23 juli 2023 15:30 | verslag | Negus, Pavillard 2                     | Goals | Vernoux 4 | Marine Messe Fukuoka, Fukuoka Scheidsrechters: Adrian-Tiberiu Alexandrescu (ROU), Darren Spiritsanto (USA) |

| 23 juli 2023 17:00 | verslag | Kroatië                                | 12–13 | Montenegro          | Marine Messe Fukuoka, Fukuoka Scheidsrechters: Boris Margeta (SLO), Michiel Zwartt (NED) |
| 23 juli 2023 17:00 | verslag | Scores in periodes: 3–2, 0–3, 5–4, 4–4 |       |                     | Marine Messe Fukuoka, Fukuoka Scheidsrechters: Boris Margeta (SLO), Michiel Zwartt (NED) |
| 23 juli 2023 17:00 | verslag | Marinić Kragić 4                       | Goals | Matković, Radović 4 | Marine Messe Fukuoka, Fukuoka Scheidsrechters: Boris Margeta (SLO), Michiel Zwartt (NED) |

| 23 juli 2023 18:30 | verslag | Japan                                  | 10–16 | Servië                     | Marine Messe Fukuoka, Fukuoka Scheidsrechters: Tamás Kovács-Csatlós (HUN), Veselin Mišković (MNE) |
| 23 juli 2023 18:30 | verslag | Scores in periodes: 3–3, 2–3, 2–7, 3–3 |       |                            | Marine Messe Fukuoka, Fukuoka Scheidsrechters: Tamás Kovács-Csatlós (HUN), Veselin Mišković (MNE) |
| 23 juli 2023 18:30 | verslag | Inaba 4                                | Goals | Marko Radulović, Rašović 3 | Marine Messe Fukuoka, Fukuoka Scheidsrechters: Tamás Kovács-Csatlós (HUN), Veselin Mišković (MNE) |

### Kwartfinales
| 25 juli 2023 16:00 | verslag | Griekenland                            | 10–9  | Montenegro | Marine Messe Fukuoka, Fukuoka Scheidsrechters: Boris Margeta (SLO), Tamás Kovács-Csatlós (HUN) |
| 25 juli 2023 16:00 | verslag | Scores in periodes: 2–1, 4–3, 1–3, 3–2 |       |            | Marine Messe Fukuoka, Fukuoka Scheidsrechters: Boris Margeta (SLO), Tamás Kovács-Csatlós (HUN) |
| 25 juli 2023 16:00 | verslag | Genidounias 5                          | Goals | Radović 3  | Marine Messe Fukuoka, Fukuoka Scheidsrechters: Boris Margeta (SLO), Tamás Kovács-Csatlós (HUN) |

| 25 juli 2023 17:30 | verslag | Italië                                            | 14–15 | Servië    | Marine Messe Fukuoka, Fukuoka Scheidsrechters: Michiel Zwartt (NED), Frank Ohme (GER) |
| 25 juli 2023 17:30 | verslag | Scores in periodes: 3–3, 2–2, 4–4, 2–2 . PSO: 3–4 |       |           | Marine Messe Fukuoka, Fukuoka Scheidsrechters: Michiel Zwartt (NED), Frank Ohme (GER) |
| 25 juli 2023 17:30 | verslag | Di Fulvio 3                                       | Goals | Rašović 4 | Marine Messe Fukuoka, Fukuoka Scheidsrechters: Michiel Zwartt (NED), Frank Ohme (GER) |

| 25 juli 2023 19:00 | verslag | Hongarije                              | 13–12 | Hongarije | Marine Messe Fukuoka, Fukuoka Scheidsrechters: Adrian-Tiberiu Alexandrescu (ROU), Vojin Putniković (SRB) |
| 25 juli 2023 19:00 | verslag | Scores in periodes: 4–4, 3–1, 3–2, 3–5 |       |           | Marine Messe Fukuoka, Fukuoka Scheidsrechters: Adrian-Tiberiu Alexandrescu (ROU), Vojin Putniković (SRB) |
| 25 juli 2023 19:00 | verslag | Zalánki 6                              | Goals | Bowen 4   | Marine Messe Fukuoka, Fukuoka Scheidsrechters: Adrian-Tiberiu Alexandrescu (ROU), Vojin Putniković (SRB) |

| 25 juli 2023 20:30 | verslag | Spanje                                 | 7–6   | Frankrijk           | Marine Messe Fukuoka, Fukuoka Scheidsrechters: Georgios Stavridis (GRE), Raffaele Colombo (ITA) |
| 25 juli 2023 20:30 | verslag | Scores in periodes: 1–2, 1–2, 2–1, 3–1 |       |                     | Marine Messe Fukuoka, Fukuoka Scheidsrechters: Georgios Stavridis (GRE), Raffaele Colombo (ITA) |
| 25 juli 2023 20:30 | verslag | Tahull 2                               | Goals | Bouet, Crousillat 2 | Marine Messe Fukuoka, Fukuoka Scheidsrechters: Georgios Stavridis (GRE), Raffaele Colombo (ITA) |

### Plaatsingswedstrijden
Halve finales plaatsen 13–16
| 23 juli 2023 9:00 | verslag | Kazachstan                             | 12–5  | China    | Marine Messe Fukuoka, Fukuoka Scheidsrechters: Chisato Kurosaki (JPN), Vojin Putniković (SRB) |
| 23 juli 2023 9:00 | verslag | Scores in periodes: 1–1, 4–0, 3–1, 4–3 |       |          | Marine Messe Fukuoka, Fukuoka Scheidsrechters: Chisato Kurosaki (JPN), Vojin Putniković (SRB) |
| 23 juli 2023 9:00 | verslag | Markovich 4                            | Goals | Xie Z. 3 | Marine Messe Fukuoka, Fukuoka Scheidsrechters: Chisato Kurosaki (JPN), Vojin Putniković (SRB) |

| 23 juli 2023 10:30 | verslag | Argentinië                             | 15–6  | Zuid-Afrika | Marine Messe Fukuoka, Fukuoka Scheidsrechters: Nóra Debreceni (HUN), David Couper (NZL) |
| 23 juli 2023 10:30 | verslag | Scores in periodes: 3–0, 4–2, 5–1, 3–3 |       |             | Marine Messe Fukuoka, Fukuoka Scheidsrechters: Nóra Debreceni (HUN), David Couper (NZL) |
| 23 juli 2023 10:30 | verslag | Camnasio 4                             | Goals | Wheeler 2   | Marine Messe Fukuoka, Fukuoka Scheidsrechters: Nóra Debreceni (HUN), David Couper (NZL) |

Halve finales plaatsen 9–12
| 25 juli 2023 12:00 | verslag | Canada                                 | 5–13  | Kroatië        | Marine Messe Fukuoka, Fukuoka Scheidsrechters: Veselin Mišković (MNE), Zhang Liang (CHN) |
| 25 juli 2023 12:00 | verslag | Scores in periodes: 2–3, 1–3, 1–5, 1–2 |       |                | Marine Messe Fukuoka, Fukuoka Scheidsrechters: Veselin Mišković (MNE), Zhang Liang (CHN) |
| 25 juli 2023 12:00 | verslag | vijf spelers 1                         | Goals | Butić, Lazić 3 | Marine Messe Fukuoka, Fukuoka Scheidsrechters: Veselin Mišković (MNE), Zhang Liang (CHN) |

| 25 juli 2023 13:30 | verslag | Australië                              | 16–15 | Japan            | Marine Messe Fukuoka, Fukuoka Scheidsrechters: David Gómez (ESP), Darren Spiritsanto (USA) |
| 25 juli 2023 13:30 | verslag | Scores in periodes: 5–3, 4–7, 4–3, 3–2 |       |                  | Marine Messe Fukuoka, Fukuoka Scheidsrechters: David Gómez (ESP), Darren Spiritsanto (USA) |
| 25 juli 2023 13:30 | verslag | Pavillard 4                            | Goals | Adachi, Takata 4 | Marine Messe Fukuoka, Fukuoka Scheidsrechters: David Gómez (ESP), Darren Spiritsanto (USA) |

Halve finales plaatsen 5–8
| 27 juli 2023 14:00 | verslag | Montenegro                             | 6–10  | Italië    | Marine Messe Fukuoka, Fukuoka Scheidsrechters: Adrian-Tiberiu Alexandrescu (ROU), Tamás Kovács-Csatlós (HUN) |
| 27 juli 2023 14:00 | verslag | Scores in periodes: 1–1, 1–3, 2–3, 2–3 |       |           | Marine Messe Fukuoka, Fukuoka Scheidsrechters: Adrian-Tiberiu Alexandrescu (ROU), Tamás Kovács-Csatlós (HUN) |
| 27 juli 2023 14:00 | verslag | Perković 3                             | Goals | Damonte 3 | Marine Messe Fukuoka, Fukuoka Scheidsrechters: Adrian-Tiberiu Alexandrescu (ROU), Tamás Kovács-Csatlós (HUN) |

| 27 juli 2023 15:30 | verslag | Verenigde Staten                                  | 16–18 | Frankrijk             | Marine Messe Fukuoka, Fukuoka Scheidsrechters: Michiel Zwartt (NED), David Gómez (ESP) |
| 27 juli 2023 15:30 | verslag | Scores in periodes: 3–1, 3–3, 5–4, 2–5 . PSO: 3–5 |       |                       | Marine Messe Fukuoka, Fukuoka Scheidsrechters: Michiel Zwartt (NED), David Gómez (ESP) |
| 27 juli 2023 15:30 | verslag | Bowen 5                                           | Goals | Crousillat, Vernoux 3 | Marine Messe Fukuoka, Fukuoka Scheidsrechters: Michiel Zwartt (NED), David Gómez (ESP) |

Wedstrijd om de vijftiende plaats
| 25 juli 2023 9:00 | verslag | China                                  | 16–8  | Zuid-Afrika          | Marine Messe Fukuoka, Fukuoka Scheidsrechters: Germán Moller (ARG), Hélène Painchaud (CAN) |
| 25 juli 2023 9:00 | verslag | Scores in periodes: 3–2, 4–2, 4–1, 5–3 |       |                      | Marine Messe Fukuoka, Fukuoka Scheidsrechters: Germán Moller (ARG), Hélène Painchaud (CAN) |
| 25 juli 2023 9:00 | verslag | Chen Z. 7                              | Goals | Badenhorst, Howard 2 | Marine Messe Fukuoka, Fukuoka Scheidsrechters: Germán Moller (ARG), Hélène Painchaud (CAN) |

Wedstrijd om de dertiende plaats
| 25 juli 2023 10:30 | verslag | Kazachstan                             | 7–11  | Argentinië | Marine Messe Fukuoka, Fukuoka Scheidsrechters: Marta Cabanas (ESP), Lee-Anne Stewart (RSA) |
| 25 juli 2023 10:30 | verslag | Scores in periodes: 1–5, 1–1, 3–3, 2–2 |       |            | Marine Messe Fukuoka, Fukuoka Scheidsrechters: Marta Cabanas (ESP), Lee-Anne Stewart (RSA) |
| 25 juli 2023 10:30 | verslag | Markovich, Vuksanovich 2               | Goals | Corsi 4    | Marine Messe Fukuoka, Fukuoka Scheidsrechters: Marta Cabanas (ESP), Lee-Anne Stewart (RSA) |

Wedstrijd om de elfde plaats
| 27 juli 2023 9:00 | verslag | Canada                                 | 11–23 | Japan   | Marine Messe Fukuoka, Fukuoka Scheidsrechters: Vojin Putniković (SRB), Darren Spiritosanto (USA) |
| 27 juli 2023 9:00 | verslag | Scores in periodes: 3–6, 3–6, 2–8, 3–3 |       |         | Marine Messe Fukuoka, Fukuoka Scheidsrechters: Vojin Putniković (SRB), Darren Spiritosanto (USA) |
| 27 juli 2023 9:00 | verslag | Djerkovic 3                            | Goals | Inaba 5 | Marine Messe Fukuoka, Fukuoka Scheidsrechters: Vojin Putniković (SRB), Darren Spiritosanto (USA) |

Wedstrijd om de negende plaats
| 27 juli 2023 10:30 | verslag | Kroatië                                | 17–10 | Australië | Marine Messe Fukuoka, Fukuoka Scheidsrechters: Georgios Stavridis (GRE), Veselin Mišković (MNE) |
| 27 juli 2023 10:30 | verslag | Scores in periodes: 3–2, 5–4, 6–2, 3–2 |       |           | Marine Messe Fukuoka, Fukuoka Scheidsrechters: Georgios Stavridis (GRE), Veselin Mišković (MNE) |
| 27 juli 2023 10:30 | verslag | Vukičević 5                            | Goals | Poot 3    | Marine Messe Fukuoka, Fukuoka Scheidsrechters: Georgios Stavridis (GRE), Veselin Mišković (MNE) |

Wedstrijd om de zevende plaats
| 29 juli 2023 11:30 | verslag | Montenegro                                        | 15–17 | Verenigde Staten | Marine Messe Fukuoka, Fukuoka Scheidsrechters: Matan Schwartz (ISR), Zhang Liang (CHN) |
| 29 juli 2023 11:30 | verslag | Scores in periodes: 3–3, 4–4, 3–3, 2–2 . PSO: 3–5 |       |                  | Marine Messe Fukuoka, Fukuoka Scheidsrechters: Matan Schwartz (ISR), Zhang Liang (CHN) |
| 29 juli 2023 11:30 | verslag | drie spelers 2                                    | Goals | Hallock 4        | Marine Messe Fukuoka, Fukuoka Scheidsrechters: Matan Schwartz (ISR), Zhang Liang (CHN) |

Wedstrijd om de vijfde plaats
| 29 juli 2023 16:30 | verslag | Italië                                 | 16–9  | Frankrijk    | Marine Messe Fukuoka, Fukuoka Scheidsrechters: Tamás Kovács-Csatlós (HUN), Veselin Mišković (MNE) |
| 29 juli 2023 16:30 | verslag | Scores in periodes: 1–2, 3–2, 7–3, 5–2 |       |              | Marine Messe Fukuoka, Fukuoka Scheidsrechters: Tamás Kovács-Csatlós (HUN), Veselin Mišković (MNE) |
| 29 juli 2023 16:30 | verslag | Di Fulvio 5                            | Goals | Crousillat 3 | Marine Messe Fukuoka, Fukuoka Scheidsrechters: Tamás Kovács-Csatlós (HUN), Veselin Mišković (MNE) |

### Halve finales
| 27 juli 2023 17:00 | verslag | Griekenland                            | 13–7  | Servië            | Marine Messe Fukuoka, Fukuoka Scheidsrechters: Nenad Peris (CRO), Raffaele Colombo (ITA) |
| 27 juli 2023 17:00 | verslag | Scores in periodes: 3–2, 3–0, 3–3, 4–2 |       |                   | Marine Messe Fukuoka, Fukuoka Scheidsrechters: Nenad Peris (CRO), Raffaele Colombo (ITA) |
| 27 juli 2023 17:00 | verslag | Argyropoulos, Kakaris 3                | Goals | Jakšić, Rašović 2 | Marine Messe Fukuoka, Fukuoka Scheidsrechters: Nenad Peris (CRO), Raffaele Colombo (ITA) |

| 27 juli 2023 18:30 | verslag | Hongarije                              | 12–11 | Spanje         | Marine Messe Fukuoka, Fukuoka Scheidsrechters: Boris Margeta (SLO), Frank Ohme (GER) |
| 27 juli 2023 18:30 | verslag | Scores in periodes: 3–3, 1–3, 3–2, 5–3 |       |                | Marine Messe Fukuoka, Fukuoka Scheidsrechters: Boris Margeta (SLO), Frank Ohme (GER) |
| 27 juli 2023 18:30 | verslag | Manhercz 3                             | Goals | drie spelers 2 | Marine Messe Fukuoka, Fukuoka Scheidsrechters: Boris Margeta (SLO), Frank Ohme (GER) |

### Troostfinale
| 29 juli 2023 13:00 | verslag | Servië                                 | 6–9   | Spanje     | Marine Messe Fukuoka, Fukuoka Scheidsrechters: Frank Ohme (GER), Raffaele Colombo (ITA) |
| 29 juli 2023 13:00 | verslag | Scores in periodes: 3–3, 2–3, 0–2, 1–1 |       |            | Marine Messe Fukuoka, Fukuoka Scheidsrechters: Frank Ohme (GER), Raffaele Colombo (ITA) |
| 29 juli 2023 13:00 | verslag | Rašović 3                              | Goals | Granados 3 | Marine Messe Fukuoka, Fukuoka Scheidsrechters: Frank Ohme (GER), Raffaele Colombo (ITA) |

### Finale
| 29 juli 2023 18:00 | verslag | Griekenland                                       | 13–14 | Hongarije           | Marine Messe Fukuoka, Fukuoka Scheidsrechters: Michiel Zwartt (NED), Vojin Putniković (SRB) |
| 29 juli 2023 18:00 | verslag | Scores in periodes: 2–4, 2–1, 3–2, 3–3 . PSO: 3–4 |       |                     | Marine Messe Fukuoka, Fukuoka Scheidsrechters: Michiel Zwartt (NED), Vojin Putniković (SRB) |
| 29 juli 2023 18:00 | verslag | Genidounias 4                                     | Goals | Manhercz, Zalánki 3 | Marine Messe Fukuoka, Fukuoka Scheidsrechters: Michiel Zwartt (NED), Vojin Putniković (SRB) |

## Eindrangschikking
| Rang   | Team             |
| ------ | ---------------- |
| Goud   | Hongarije        |
| Zilver | Griekenland      |
| Brons  | Spanje           |
| 4      | Servië           |
| 5      | Italië           |
| 6      | Frankrijk        |
| 7      | Verenigde Staten |
| 8      | Montenegro       |
| 9      | Kroatië          |
| 10     | Australië        |
| 11     | Japan            |
| 12     | Canada           |
| 13     | Argentinië       |
| 14     | Kazachstan       |
| 15     | China            |
| 16     | Zuid-Afrika      |